# Olkusz LHS
Olkusz LHS – przystanek kolejowy w Olkuszu na Lini Hutniczej Szerokotorowej, w województwie małopolskim, w powiecie olkuskim.